# Nefroida
Nefroida je ravninska krivulja, ki ima obliko ledvic Ime krivulje pomeni oblikovana kot ledvice (primerjaj tudi z nefrologija). 
Nefroida je epicikloida s k = 2.

## Parametrična oblika enačbe
parametrična enačba nefroide je 
{\displaystyle x=a(3\cos t-\cos 3t),\quad y=a(3\sin t-\sin 3t).}
Vrhovi krivulje ležijo na osi-x. Kadar pa ležijo vrhovi krivulja na osi-y je parametrična oblika enačbe nefroide 
{\displaystyle x=a(3\cos t+\cos 3t),\quad y=a(3\sin t+\sin 3t).}

## Kartezična oblika enačbe
V kartezičnem koordinatnem sistemu je enačba nefroide
{\displaystyle (x^{2}+y^{2}-4a^{2})^{3}=108a^{4}y^{2}}.

## Lastnosti nefroide
Dolžina loka nefroide je enaka 
{\displaystyle l=24a}.
Ploščina pa se izračuna po obrazcu
{\displaystyle P=12\pi a^{2}.}
Polmer ukrivljenosti se dobi po obrazcu
{\displaystyle \rho =|3a\sin t|.}

## Nefroida kot kavstika krožnice
Nefroido lahko imamo za kavstiko krožnice za vzporedne žarke. To lahko tudi  povemo, da odbiti vzporedni žarki tvorijo ovojnico nefroide. 

## Nefroida kot ovojnica krožnic
Nefroida se lahko kreira kot ovojnica krožnic. To naredimo na naslednji način: pričnemo z osnovno krožnico (modra). Nato izberemo točko na tej krožnici (rdeča točka). S to točko kot središčem, narišemo krožnico (rdeče) tako, da je tangenta na os-y. Če narišemo večje število krožnic, dobimo nefroido.

## Nefroida kot ovojnica premic
Nefroido lahko kreiramo tudi kot ovojnico premic. Postopek je naslednji: Pričnemo s krožnico, ki ima polmer {\displaystyle a\,}. Za različne vrednosti {\displaystyle t\,} povežemo točke, ki so na {\displaystyle t\,} in {\displaystyle 3t\,} stopinjah okoli po krožnici (to pomeni, da povežemo točke ({\displaystyle a\cos t,a\sin t)} s točkami ({\displaystyle a\cos 3t,a\sin 3t)}. Premice, ki jih dobimo, tvorijo ovojnico nefroide.   

## Nefroida kot epicikloida z dvema konicama
Nefroida je tudi epicikloida z dvema vrhovoma (konicama). 

## Evoluta nefroide
Evoluta nefroide je druga za polovico manjša nefroida, ki pa je zavrtena za 90°. Originalna nefroida se vidi  kot, da je ovojnica pritisnjenih krožnic

## Involuta nefroide
Ker je evoluta nefroide druga nefroida, je tudi involuta nefroide druga nefroida. 

## Inverzna krivulja nefroide
Inverzna krivulja glede na originalno nefroido (rdeče) je krivulja, ki je ovojnica krožnic (črno).
V kartezičnih koordinatah je glede na krožnico c polmerom {\displaystyle a\,} je v kartezičnih koordinatah enačba inverzne krivulje
{\displaystyle (a^{2}-4(x^{2}+y^{2}))^{3}=108a^{2}x^{2}(x^{2}+y^{2}).}